# مشروع البقاء

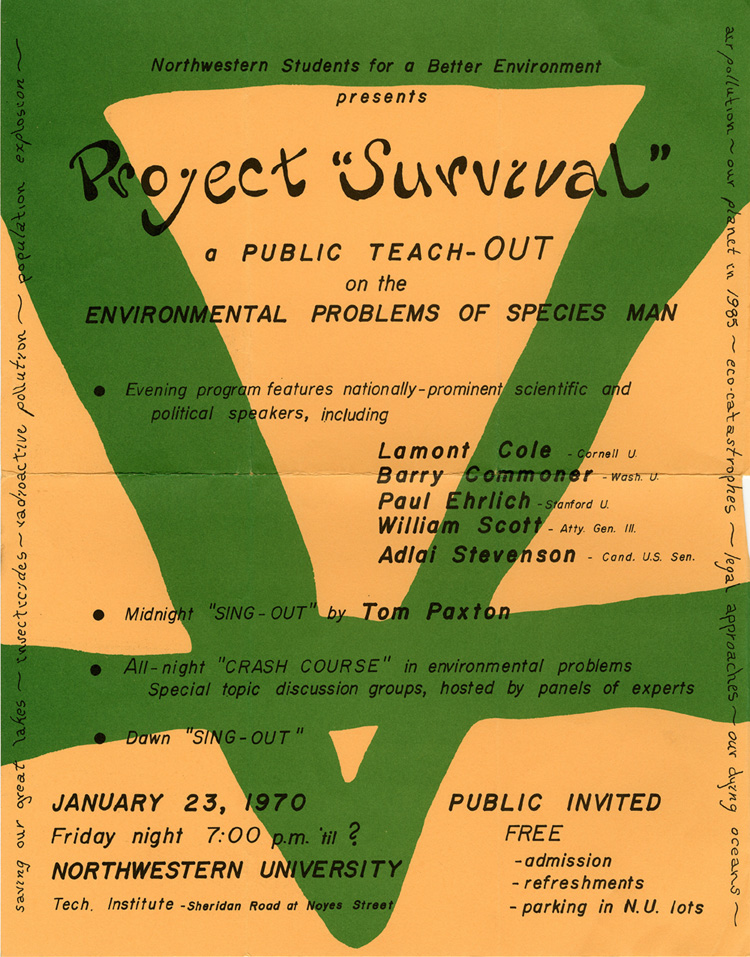
ملصق لمشروع البقاء

مشروع البقاء، هو حدث تعليمي مبكر للتوعية في مجال حماية البيئة، عقد في جامعة نورث ويسترن في الولايات المتحدة في الثالث والعشرين من يناير عام 1970. كان هذا الحدث هو الأول بين مجموعة من الأحداث التي عقدت في مناطق الحرم الجامعي في مختلف أرجاء الولايات المتحدة في الفترة التي كانت تسبق يوم الأرض.
لم يكن مشروع البقاء حدثًا متعلقًا بيوم الأرض في حد ذاته، إلا أنه كان الأول من بين مجموعة أحداث تجهيزية متعددة في الشهور التي كانت تسبق يوم الأرض في 22 أبريل، والتي كانت تهدف إلى نشر أفكار حركة حماية البيئة في النقاشات العامة. هذا الحدث الذي نظمه طلاب جامعة نورث ويسترن من أجل بيئة أفضل، أُشير إليه على أنه «حدث تعليمي» يركز على الرغبة في تمرير رسالة إلى المجتمع خارج نطاق الكليات.
استمع ما يزيد على 4 آلاف حاضر للمتحدثين، بمن فيهم أمين صندوق ولاية إلينوي أدلاي استيفنسون الثالث، ونائب محافظ الينوي باول سيمون، بالإضافة إلى مجموعة من العلماء بمن فيهم الدكتور لورانس سلوبودكين مدير برنامج التطوير والبيئة في جامعة ستوني بروك، والدكتور باري كومينر مدير مركز جامعة واشنطن لبيولوجيا الأنظمة الطبيعية. أحيا المغني الشعبي توم باكستون «حفلة غنائية» في منتصف الليل حيث غنى أغنيته الجديدة في حينها "Whose Garden Was This؟" (حديقة من هذه)، وبعد ثلاثة أشهر أصبحت هي الأغنية الرسمية ليوم الأرض الأول.
أثناء الجزء الخاص بالمحاضرة في البرنامج، احتلت مجموعة من ثلاثين هنديًا أمريكيًا خشبة المسرح، حيث قاطعوا الدكتور سلوبودكين من أجل عرض قائمة من المطالب:

وقد اعترضت تلك المجموعة من لجنة الأمريكيين الأصليين في شيكاغو على «تلويث الأراضي والأديان والعقول الهندية». وقد طالبت تلك المجموعة بأن تعارض جامعة نورث إيسترن الوكالات الفيدرالية التي قامت «بتلويث» الهنود، وتوفير 15 وظيفة للهنود، وتوفير 15 منحة دراسية وتعيين متحدثين «لتعليم الماهية الحقيقية للهنود الأمريكيين».
التقت مجموعات النقاش من الساعة الواحدة وحتى الساعة السادسة صباحًا للتناقش حول الموضوعات المختلفة، بما في ذلك التلوث الزائد عن الحد واستنزاف الموارد الطبيعية والازدحام الشديد والتلوث والطاقة النووية. اشتملت الموضوعات التي أعلن عنها على اللوحة على ما يلي: «الزيادة الشديدة في الأشخاص والحرب الفورية» و«الحياة أو الموت للمحيطات» و«النشاط الإشعاعي والوفيات قبل الولادة».
وقد تم إنتاج فيلم بهذا الحدث لمساعدة الكليات الأخرى على الاستعداد ليوم الأرض، كما نشرت نصوص الخطابات التي ألقيت في الحدث في مطبوعة محدودة تصدرها جامعة نورث ويسترن. بعد الحدث، أصبح مشروع البقاء منظمة في الجامعة، مهمتها بدء ورعاية وتشجيع دراسة المشكلات البيئية، وتوفير معلومات حول هذا الموضوع للكلية بصفة عامة.